# Schwarzatal
Schwarzatal (lett.: «valle della Schwarza») è una città tedesca con status di Landgemeinde del Land della Turingia.
Appartiene al circondario di Saalfeld-Rudolstadt ed è amministrato dalla Verwaltungsgemeinschaft Schwarzatal.
Non esiste alcun centro abitato con tale denominazione: si tratta pertanto di un comune sparso.

## Storia
La città di Schwarzatal venne creata il 1º gennaio 2019 dalla fusione della città di Oberweißbach/Thüringer Wald con i comuni di Meuselbach-Schwarzmühle e Mellenbach-Glasbach.